# Кобахидзе, Манана
Манана Кобахидзе (груз. მანანა კობახიძე; род. 3 февраля 1968) — грузинский политик, вице-председатель парламента Грузии, лидер парламентской партии «Грузинская мечта — Демократическая Грузия» (c 2012), историк, юрист.

## Биография
В 1985 поступила и в 1990 закончила исторический факультет Тбилисского государственного университета, в 1998—2003 получила также юридическое образование. В 1990—1991 годах работала корреспондентом на радио, в 1991—2001 работала учителем. В 1995—1996 годах работала специалистом в Департаменте образования.
Манана основала организацию «Юристы за профессию», является членом правления Ассоциации адвокатов Грузии. С 21 апреля 2012 и по сей день является лидером партии «Грузинская мечта — Демократическая Грузия».